# 高橋俊次
高橋 俊次（たかはし しゅんじ、1984年7月18日 - ）は、日本の俳優、作家、演出家。京都府出身。
身長176cm。体重59kg。血液型はO型。エンタメ活動集団である社会不適合者集団「ボクらの罪団」主犯。京都精華大学中退。

## 出演作品

### 映画
- 2/2（2005年/中京テレビ35周年記念作品）‐大村役
- 檻 Prison Girl（2007年）
- 同窓会（2008年/エスピーオー）
- 落語娘（2008年/ 日活）‐瓢家志んじ役
- ナチュラル・ウーマン2010（2010年/ゴー・シネマ）
- 婚活サポーターガールズ（2011年）‐大蔵洋司役
- 愛と誠（2012年6月16日全国公開）/ (角川映画/東映）‐高木（愚連隊リーダー）役
- 愛を歌うより俺に溺れろ！/ (2012/年角川映画)
- 東京闇虫パートI、II（2013年）‐山下役
- タイガーマスク（2013年/アークエンタテインメント）
- 太秦ライムライト（2014年/ティ・ジョイ）
- 奴隷区 僕と23人の奴隷（2014年6月28日公開、ティ・ジョイ）
- 東京闇虫パンドラ（2015年公開）
- 中野JK 退屈な休日 Boring Holiday（2017年公開）

### テレビ
- 東京地検特捜部(2005年・TBS)
- 土曜ミッドナイトドラマ・コインロッカー物語 (2008年・テレビ朝日)
- 月曜ゴールデン・占い師みすず〜事件は運命の彼方に3〜 (2008年・TBS)‐相沢貢役
- 相棒 Season 9 第6話「暴発」（2010年12月1日・テレビ朝日 / 東映） - 呉純一役
- 野田ともうします。2　第13話、第17話（2012年1月19日、21日・2月16日、2月18日 NHKワンセグ、Eテレ)

### OV
- 実録・修羅場の侠たち(2005年)
- IRUME－射る眼－（2006年）
- 難波金融伝・ミナミの帝王－ブランドの重圧－（2006年）‐修司役
- 隣之怪（2007年）
- The かぼちゃワイン Another（2007年）
- 交渉人 堂本零時（2010年）
- 恋愛処方箋vol.2（2014年）

### 舞台
- 寺山修司 過激なる疾走(2009年・紀伊国屋ホール)
- 奇跡の星〜May peace last forever〜(2009年・新宿シアターブラッツ)
- MOTHER〜特攻の母 鳥濱トメ物語〜（2010年・銀河劇場）
- RONDO(2012年・TACCS1179)‐主演
- 異人たちのラプソディー(2014年・MOMO)

### 雑誌
- レジャぐるatami(2008年)
- はなまる通信 はな物語(2008年)
- Fine(2010年/ 日之出出版)

### その他
- 新感覚イケメンバラエティー・発掘!イケメン大好き(2008年〜公式モバイルサイト)
- イケメンゲート（2010年・Net Live）
- a-nation island「ミュージシャンワールドカップ」（2014年8/7〜8日・国立代々木競技場フットサルコート）

## 作品

### 舞台
ボクらの罪団（作・演出）
- プレイ(2014年・テアトルBONBON)
- ディスプレイ(2015年・萬劇場)
- 単毒LIVE2015 オナニ◯の向こう側(2015年・TACCS1179)
- リプレイ(2016年・シアターグリーン)
- 単毒LIVE2015 生涯毒身宣言(2016年)
- タブー(2017年・萬劇場)
- デスペラードを知ってるか？(原作:前田万吉・2018年・シアターグリーン)※脚色・演出
- プレイ –kill time for ×××– (2018年・築地ブディストホール)

### 音楽
- 演罪 / ボクらの罪団（2015年4月22日iTunes Storeにて配信）‐作詞

### 映画
JAZZ GODFATHER（音楽ドキュメンタリー202３年11月11日劇場公開）‐監督演出